# L'Ordure à l'état Pur
L'Ordure à l'état Pur (en francés, La esencia pura de la basura) es el cuarto álbum de estudio de la banda francesa de black metal Peste Noire. Fue lanzado en 2011 en formato Compact Disc bajo el sello discográfico del líder de la banda Ludovic "Famine" Faure: La Mesnie Herlequin, que estableció ese mismo año.Su portada representa una versión deformada del cuadro La Libertad Guiando al Pueblo, a modo de sátira política reaccionaria en contra de la Revolución de 1830.

## Estilo
Aunque fundamentalmente es un álbum de black metal en su núcleo, L'Ordure à l'état Pur exhibe elementos prominentes de música folclórica francesa, vanguardista e industrial mezclados con rastros de ska punk, post-metal y electrónica.
Además del nombre del álbum en sí, los títulos de las canciones y las letras están completamente escritas y cantadas en francés, lo que mantiene la coherencia con los otros lanzamientos de la banda.

## Lista de canciones
| N.º   | Título                                   | Duración |  |
| 1.    | «Casse, Pêches, Fractures et Traditions» | 10:48    |  |
| 2.    | «Cochon Carotte et les sœurs Crotte»     | 8:28     |  |
| 3.    | «J’avais rêvé du Nord»                   | 20:26    |  |
| 4.    | «Sale Famine von Valfoutre»              | 11:32    |  |
| 5.    | «La condi hu»                            | 9:09     |  |
| 60:23 |                                          |          |  |

## Créditos

### Peste Noire
- DJ Famine (Ludovic Faure) – voz, guitarra acústica, guitarra principal, guitarra rítmica, Epinete de los Vosgos, producción
- Vizconde Chtedire de Kroumpadis - batería, percusión
- Audrey Sylvain - voz limpia

### Músicos de sesión
- Indria - bajo, bajo sin trastes
- L'Atrabilaire Maldo - Predicas en occitano (pista 1)
- Seigneur Arawn - voz (pista 3)
- Lulu l'ermite - coros (pistas 3 y 4)
- Miss Peste Nègre - acordeón
- Rachid de France - trombón

### Personal adicional
- Engwar: ingeniería, mezcla, violonchelo, timbales y coros (pista 5)
- Mika Jussila – masterización
- Valnègre (Jean-Emmanuel Simoulin) – portada y fotografía